# Maude Spector
Pour les articles homonymes, voir Spector.
Maude Spector (19 juillet 1916 - 11 octobre 1995) est une responsable de casting britannique.
Elle est connue pour avoir dénicher les acteurs de nombreuses productions des années 1950 à 1970 dont Le Cid (1961), Laurence d'Arabie (1962), La Chute de l'Empire romain (1964) ou La Bataille d'Angleterre (1969).

## Biographie
Maude Spector est née le 19 juillet 1916 à Shepherd's Bush un quartier à l'ouest de Londres. Son père meurt alors qu'elle est encore jeune et sa mère, qui tient une petite boutique de vêtements doit s'occuper de ses six enfants. Maude postule et obtient un poste de secrétaire aux Denham Film Studios tout proche. Elle devient la secrétaire particulière de Leslie Howard et lorsqu'il meurt en 1943 dans un avion abattu par les allemands, sa sœur Irene Howard la prend sous son aile. Au studio, Irene prend la fonction de directrice de casting et Maude devient son assistante.
A la fin des années 1940, la production aux Denham Film Studios s'arrête et déménage en partie aux studios de Shepperton. Le dernier film tourné au sein de ce studio est Robin des Bois et ses joyeux compagnons (1952), produit pour Walt Disney British Films Ltd. A la fermeture des studios Denhams, Maude Spector fonde son propre bureau de casting aidée par Walt Disney dans le quartier de Mayfair. 
Elle découvre de nombreux acteurs pour des productions Disney dont Robert Newton pour L'Île au trésor (1950) ou Sean Connery qu'elle auditionne pour Le Troisième Homme sur la montagne (1959). Connery est engagé sur le film Darby O'Gill et les Farfadets (1959) qui le révèle. Maude indique qu'elle n'est pas celle qui a découvert Dick Van Dyke pour Mary Poppins (1964) même si elle participe au choix du casting. Elle obtient la confiance de plusieurs réalisateurs comme Carol Reed, Franco Zeffirelli ou David Lean. Elle aide des acteurs à se lancer comme Elizabeth Taylor, Peter O'Toole, Albert Finney ou Liam Neeson.
Elle participe aussi au casting des films de Roman Polanski dont Rosemary's Baby (1968) et Macbeth (1971) ou des James Bond. Son travail se fait des deux côtes de l'Atlantique.
Dans les années 1970, la télévision lui permet détendre son activité dont des téléfilms de Walt Disney Television.
Elle décède en 1995 à l'âge de 79 ans.

## Filmographie
- 1950 : L'Île au trésor (non crédité)
- 1951 : Scrooge de Brian Desmond Hurst
- 1951 : Green Grow the Rushes
- 1952 : Robin des Bois et ses joyeux compagnons (non crédité)
- 1952 : Mother Riley Meets the Vampire
- 1952 : Les Papiers posthumes du Pickwick Club
- 1953 : Grand National Night
- 1953 : Trois Adam au paradis
- 1954 : Le Démon de la danse (Dance, Little Lady)
- 1954 : Svengali
- 1956 : Child in the House
- 1956 : It's a Wonderful World
- 1957 : En Avant Amiral!
- 1958 : Tread Softly Stranger
- 1958 : La Chatte sur un toit brûlant (non crédité)
- 1959 : Les Seins de glace (The Rough and the Smooth)
- 1960 : Le Cabotin (non crédité)
- 1960 : Hello London (en)
- 1961 : Bobby des Greyfriars
- 1962 : Le Prince et le Pauvre (téléfilm)
- 1962 : La Solitude du coureur de fond (non crédité)
- 1962 : Les Enfants du capitaine Grant
- 1962 : Lawrence d'Arabie
- 1962-1974 : Le Monde merveilleux de Disney (17 épisodes)
- 1963 : Les 55 Jours de Pékin
- 1963 : Le Justicier aux deux visages
- 1964 : La Chute de l'Empire romain
- 1964 : Le Plus Grand Cirque du monde (non crédité)
- 1964 : La Baie aux émeraudes
- 1965 : Les Héros de Télémark
- 1966 : Promise Her Anything
- 1966 : Cul-de-sac
- 1966 : Le Prince Donegal
- 1966 : Un micro dans le nez
- 1966 : Une femme sur les bras (casting)
- 1967 : La Nuit des généraux
- 1967 : Casino Royale
- 1967 : Le Cercle de sang
- 1967 : Fantasmes
- 1968 : Maldonne pour un espion
- 1968 : Duffy, le renard de Tanger
- 1968 : La Grande Catherine
- 1968 : Avant que vienne l'hiver
- 1969 : Crooks and Coronets
- 1969 : Guns in the Heather
- 1969 : L'Escalier
- 1969 : La Bataille d'Angleterre
- 1970 : Country Dance
- 1970 : Par un lien de boutons d'or
- 1970 : La Vierge et le Gitan
- 1970 : Cromwell
- 1970 : L'Abominable Homme des cavernes
- 1970 : Puppet on a Chain
- 1970 : Face aux nazis
- 1970 : L'Évasion du capitaine Schlütter
- 1971 : Hændeligt uheld
- 1971 : La Vallée perdue
- 1971 : Les Brutes dans la ville
- 1971 : Nicolas et Alexandra
- 1972 : Dieu et mon droit
- 1972 : Jeanne, papesse du diable
- 1972 : L'Homme de la Manche
- 1973 : Diamonds on Wheels (téléfilm)
- 1973 : Take Me High
- 1973 : Le Voyage fantastique de Sinbad
- 1974 : Luther (en)
- 1974 : Les 'S' Pions (non crédité)
- 1974 : Le Passager
- 1974 : L'Homme au pistolet d'or
- 1975 : Objectif Lotus
- 1976 : L'Oiseau bleu
- 1976 : The Bawdy Adventures of Tom Jones
- 1976 : Le Tigre du ciel
- 1976 : La Malédiction (casting)
- 1976 : Le Message
- 1976 : Les Petits Voleurs de chevaux
- 1977 : Sinbad et l'Œil du tigre (casting)
- 1977 : Le Prince et le Pauvre
- 1977 : L'Espion qui m'aimait
- 1977 : Il était une fois la Légion (casting: London)
- 1977 : Valentino
- 1977 : La Course au trésor
- 1978 : Le Grand Sommeil
- 1979 : Ashanti
- 1979 : The London Connection
- 1979 : Un cosmonaute chez le roi Arthur
- 1979 : Le Casse de Berkeley Square
- 1980 : Les Yeux de la forêt
- 1980 : Shogun (5 épisodes)
- 1980 : Le Lion du désert
- 1981 : La Malédiction finale (casting)
- 1981 : Rien que pour vos yeux
- 1981 : Venin
- 1981 : The Island of Adventure
- 1983 : La Taupe
- 1983 : Sahara
- 1984 : L'Épée du vaillant
- 1985 : L'Espace d'une vie (3 épisodes)
- 1985 : La Partie de chasse
- 1985 : La Chute de Mussolini (TV Mini Series)
- 1985 : Lifeforce
- 1986 : Pirates
- 1986 : Le Dénonciateur
- 1990 : Destroying Angel

## Liens
- Ressources relatives à l'audiovisuel :   - Allociné
  - IMDb